# Jincheng Group

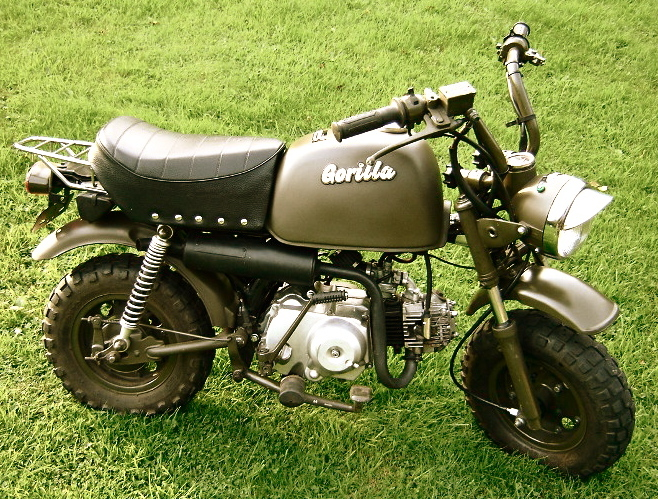
Il Jincheng JC50-Q7 Gorilla, una copia dell'Honda Monkey

Jincheng Group è un gruppo industriale cinese affiliato alla China Aviation Industry Corporation I (AVIC I). Opera nel settore metalmeccanico, aeronautico e motociclistico. 
Fondata nel 1949, l’azienda opera con il marchio Jincheng e dal 1997 è attiva anche nell’esportazione dei propri motocicli.

## Storia
La fondazione del gruppo Jincheng risale al 1949, quando la neonata azienda stipulò un accordo con il governo cinese per istituire un impianto di manutenzione dell'aeronautica cinese sito a Shanghai. Nel 1958 venne avviata la produzione di componenti per attrezzature aeronautiche.
Negli anni ottanta Jincheng avvió dei progetti di sviluppo per il settore motociclistico con la costruzione di un nuovo stabilimento a Nanchino e venne avviata la ricerca di un partner straniero per la produzione. Nel 1985 è stato firmato un accordo con la Suzuki per la fornitura di tecnologia e componenti per motocicli. Il primo modello assemblato dal produttore cinese è la Suzuki AX 100. Da questo momento l'azienda inizierà rapidamente a sviluppare una serie di motociclette che saranno molto apprezzate sul mercato locale.
Nel 1993 ha iniziato ad esportare in Pakistan e nel 1994 è nata la joint venture Nanjing Jincheng Suzuki Motorcycle, con sede a Nanchino, che ha permesso al marchio Suzuki di entrare ufficialmente nel mercato cinese.

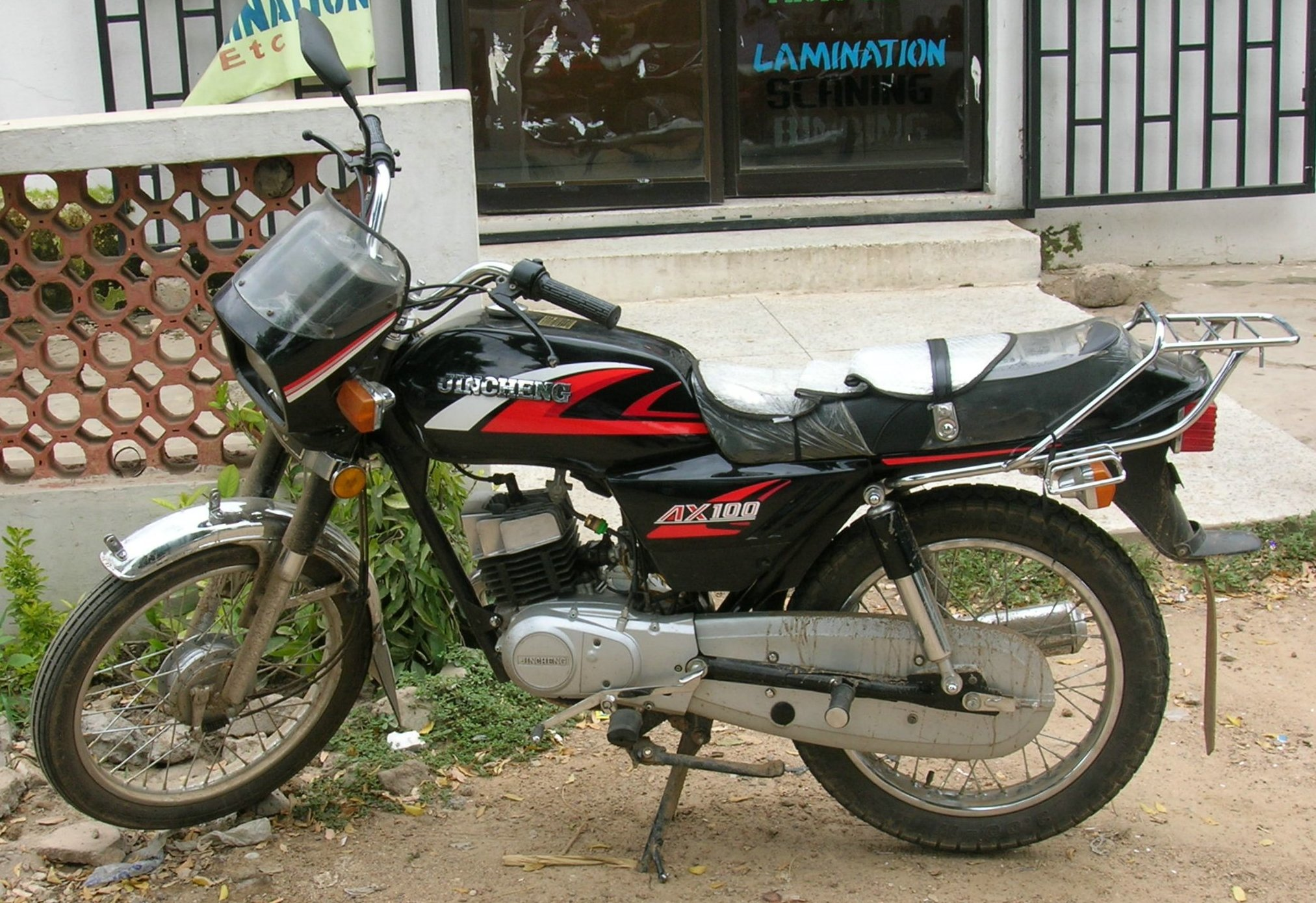
Jincheng AX100 su base Suzuki

Nel 1995 il gruppo Jincheng ha ottenuto il certificato di qualità ISO 9001.
Successivamente, la società ha continuato il suo piano di espansione soprattutto nei mercati asiatici e sudamericani; nel 1997 il primo impianto di assemblaggio estero è stato fondato in Colombia e successivamente è in Argentina.
Nel 1998 ha acquistato da Honda i diritti di produzione della minibike Honda Monkey che venne riproposta sul mercato con ampie modifiche ribattezzata Jincheng JC50-Q7 e importata anche in Europa. In Italia sarà distribuita dalla Motor Union e venduta come Doggy. In seguito lancia delle copie sempre su licenza delle Honda Dax e Chaly che ancora oggi vengono prodotte.
Nel 1999 ha iniziato a sviluppare una nuova gamma di scooter progettati per il mercato europeo e ha firmato un accordo con Yamaha Motor per produrre motori su licenza di una famiglia di motori quattro tempi nella fascia 125-250 cm³. Nel 2000, ha firmato un accordo con la società italiana Italjet per vendere il suo maxiscooter Jincheng Eupolo in Europa con il marchio italiano. Questo modello sarà importato dal 2001 e rinominato Italjet Jupiter sia sul mercato europeo che in alcuni mercati asiatici dove il marchio italiano possedeva una rete di vendita.
Nel 2002 ha ottenuto il certificato internazionale di qualità ISO 14001.
Alla fine del 2003, è stato firmato un accordo strategico con Aprilia per produrre scooter e motori su licenza in Cina con il marchio Jincheng. Nel 2006, la produzione dei modelli Scarabeo "Light" (tipo 557) è stata avviata in Cina, ed è stato industrializzato insieme ad Aprilia un nuovo motore a quattro tempi da 125 e 200 cm³ che è stato montato anche sullo scooter Scarabeo prodotto in Italia.
A metà degli anni 2000 la joint venture con Suzuki si concluse quando la società giapponese creò una nuova joint venture con la concorrente cinese Haojue.
L'accordo con Aprilia termina quando il gruppo Piaggio rafforza la sua presenza in Cina firmando un accordo con il concorrente Zongshen per produrre le motociclette Aprilia. Di conseguenza, il gruppo Jincheng ha acquisito i diritti di produzione per il vecchio Scarabeo e i relativi motori 125/200 per venderli con il proprio marchio. È così che venne lanciato il Jincheng Tiramisù che altro non era che il vecchio Scarabeo "Light" con un design rivisto.
Sempre nel 2018 Jincheng entra in una partnership con Adiva per produrre scooter per il marchio italiano da vendere in Asia. Nel dicembre 2020 è iniziata la produzione del modello Adiva AJ201/Fortune, uno scooter a ruote alte derivato dal Jincheng Tiramisu che viene venduto solo in Asia.
Jincheng ha recentemente presentato nuovi modelli di motociclette stradali e adventure con motori da 125 a 400 cm³. È anche partner di numerosi produttori e importatori europei. Produce componenti e motori per Italjet utilizzati nel nuovo modello Dragster, fornisce il suo scooter Jincheng Grasshopper 125/200 al gruppo austriaco KSR che lo rivende in Europa e in Asia con il marchio Malaguti ribattezzato Malaguti Mission.  Fornisce anche il suo scooter Tiramisù 125 alla spagnola MH Motorcycle (ex Motorispania) che lo rivende come MH Fasty 125.